# Šepetely
Šepetely jsou malá vesnice, část obce Třebívlice v okrese Litoměřice v Ústeckém kraji. Nachází se asi 1,5 kilometru severozápadně od Třebívlic. V roce 2009 zde bylo evidováno 31 adres. V roce 2011 zde trvale žilo 39 obyvatel.
Šepetely jsou také název katastrálního území o rozloze 1,55 km².

## Historie
První písemná zmínka o obci pochází z roku 1318.

## Obyvatelstvo
|           | 1869 | 1880 | 1890 | 1900 | 1910 | 1921 | 1930 | 1950 | 1961 | 1970 | 1980 | 1991 | 2001 | 2011 | 2021 |
| --------- | ---- | ---- | ---- | ---- | ---- | ---- | ---- | ---- | ---- | ---- | ---- | ---- | ---- | ---- | ---- |
| Obyvatelé | 157  | 150  | 140  | 137  | 161  | 145  | 144  | 99   | 92   | 75   | 54   | 35   | 37   | 39   | 49   |
| Domy      | 28   | 30   | 30   | 28   | 28   | 28   | 31   | 31   | 27   | 25   | 21   | 22   | 16   | 24   | 24   |

## Obecní správa
Při sčítání lidu v letech 1850–1960 Šepetely byly samostatnou obcí, se kterým patřily nejprve do okresu Litoměřice, ale v roce 1950 v okrese Lovosice. V letech 1961–1985 byly částí obce Staré v okrese Litoměřice. Od 1. ledna 1986 jsou částí obce Třebívlice v okrese Litoměřice.

## Zajímavosti
Poblíž této vesnice byl nalezen největší český granát v Česku. Sedlák, který ho našel, předal kámen císaři za to, že jeho synové nebudou muset na vojnu. Ve vesnici a jejím okolí se dají najít granáty i nyní, ale výrazně menší. Uprostřed vesnice se nachází kaplička s rybníkem a nově zrekonstruované dětské hřiště. Dříve zde byl i hostinec, ten je však dnes nefunkční.